# Tirukalukundram
Tirukalukundram (Tamil: திருக்கழுகுன்றம் Tirukkaḻukuṉṟam [ˈt̪iɾɯkːaɻɯˌkundrʌm]; auch Thirukazhukundram) ist eine Stadt im indischen Bundesstaat Tamil Nadu mit rund 29.000 Einwohnern (Volkszählung 2011).
Tirukalukundram liegt rund 60 Kilometer südlich von Chennai (Madras) im Hinterland der Küste des Golfs von Bengalen. Die nächstgrößere Stadt ist Chengalpattu 13 Kilometer nordwestlich. 15 Kilometer östlich liegt der Strandort Mamallapuram (Mahabalipuram). Tirukalukundram ist Hauptort des Taluks Tirukalukundram im Distrikt Chengalpattu.
In Tirukalukundram befindet sich ein bedeutendes Hindu-Heiligtum, der Vedagiriswarar-Tempel. Das Heiligtum besteht aus zwei Tempeln: Einer steht am Fuße eines Hügels, der andere auf dessen Spitze. Der Tempel auf dem Hügel ist dem Gott Shiva in seiner Gestalt als Vedagiriswarar („Herr des Veda-Berges“) gewidmet, der Tempel am Fuß des Hügels seiner Gefährtin Tripurasundari oder Parvati. Der obere Tempel steht auf einem steilen Felssporn. Auffälligstes Merkmal ist sein hoch aufragender Vimana (Tempelturm). Der untere Tempel hat dagegen, wie für den südindischen Dravida-Stil typisch, einen rechteckigen Grundriss und jeweils einen Gopuram (Torturm) an den Eingängen in jeder Himmelsrichtung. Außerdem gehört zu dem Komplex ein separat stehender großer Tempelteich.
Das Heiligtum von Tirukalukundram wurde bereits im 7./8. Jahrhundert in den Tevaram-Hymnen der Dichter Appar, Sundarar und Sambandar sowie von Manikkavasagar besungen. Der Name Tirukalukundram leitet sich ab von Tirukalugukundram und bedeutet so viel wie „heiliger (tiru) Geierberg (kalugu-kundram)“. Der Name verweist auf die Schmutzgeier, die hier traditionellerweise von den Tempelpriestern gefüttert werden. Einer Legende zufolge repräsentieren die Geier acht Seher, die von Shiva verflucht wurden.
92 Prozent der Einwohner Tirukalukundrams sind Hindus, 6 Prozent sind Muslime und 1 Prozent Christen. Die Hauptsprache ist, wie in ganz Tamil Nadu, das Tamil, das von 95 Prozent der Bevölkerung als Muttersprache gesprochen wird.

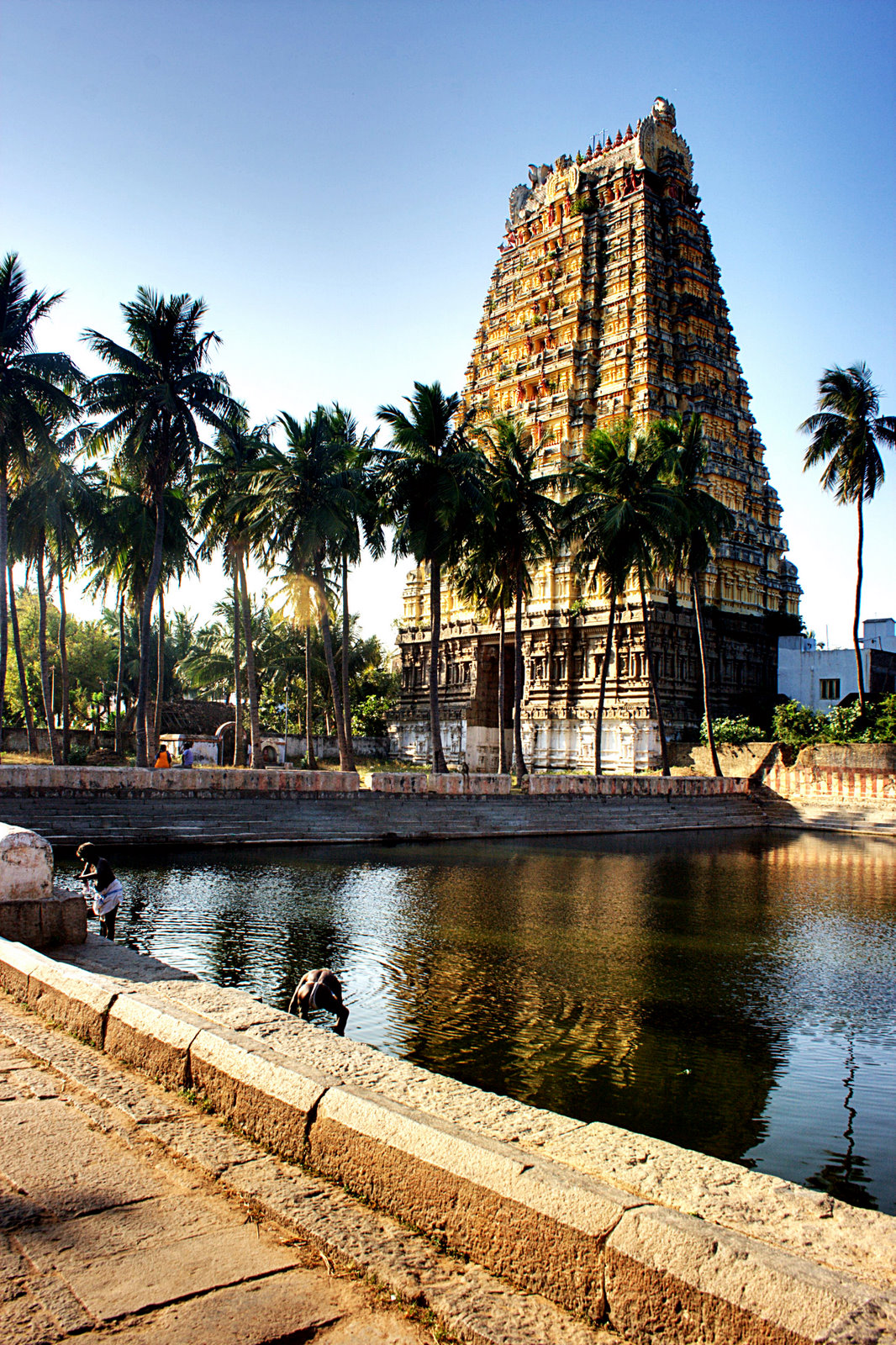
Gopuram des unteren Tempels
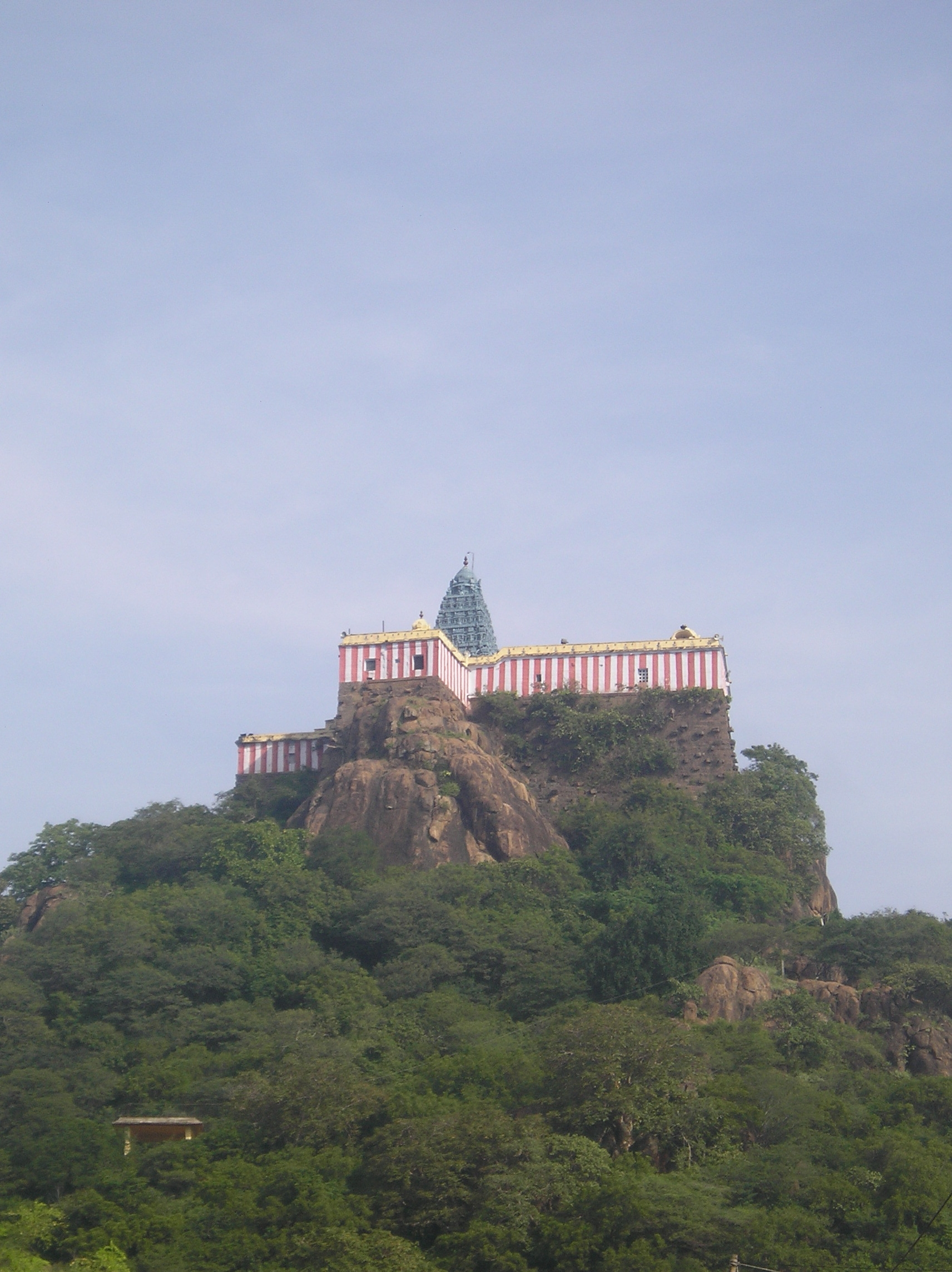
Der obere Tempel
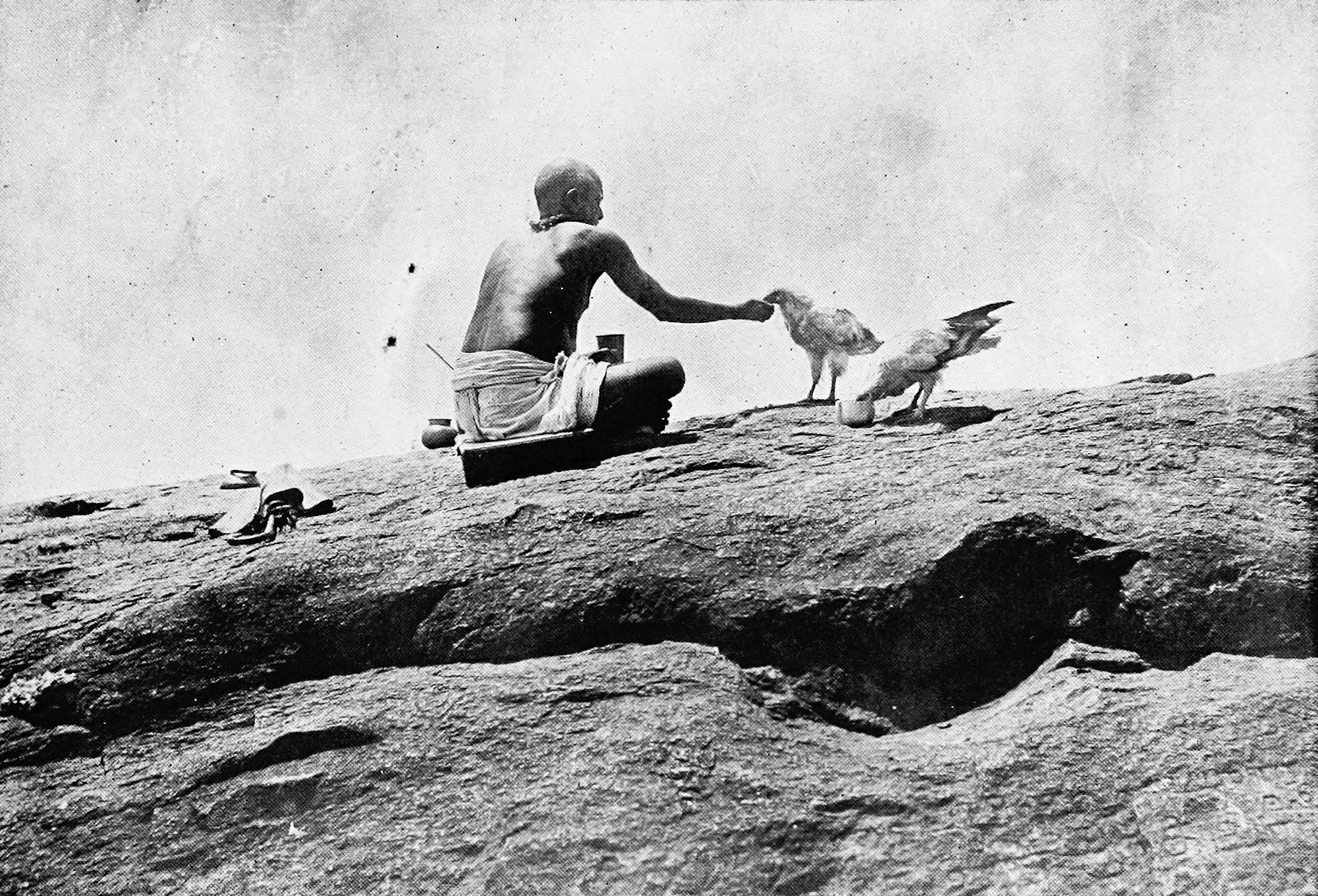
Geier werden von einem Tempelpriester gefüttert (1906)